# Elisama (filho de Amiúde)
Elisama, filho de Amiúde, da tribo de Efraim, foi o avô de Josué (Núm 1:10; 2:18; 1Cr 7:26, 27). Elisama era um dos doze maiorais designados por Jeová para ajudar Moisés e Aarão no registro dos filhos de Israel para o exército. Ele comandava também o exército da sua tribo (Núm 1:1-4, 17; 2:18; 10:22). Além de participar na oferenda em grupo feita pelos maiorais depois da ereção do tabernáculo, Elisama apresentou depois a sua própria oferta no sétimo dia da inauguração do altar (Núm 7:1, 2, 5, 10, 11, 48-53).